# Китаев, Артур Кимович
Артур Кимович Китаев (19 апреля 1962, Краснокамск, Пермская область, РСФСР, СССР — 29 сентября 2019, Торбеевский централ, Торбеево, Республика Мордовия, Россия) — советский и российский серийный убийца, совершивший серию из 6 доказанных убийств девушек и женщин в период с 1990 года по июль 1992 года на территории Смоленской области. 24 февраля 1994 года Смоленским областным судом Китаев был приговорен к смертной казни, которая  по причине введения моратория на смертную казнь была впоследствии заменена на уголовное наказание в виде пожизненного лишения свободы.

## Биография

### Жизнь до убийств
О ранних годах жизни Артура Китаева известно очень мало. Родился 19 апреля 1962 года в городе Краснокамске, имел младшего брата Константина. С юности Артур Китаев отличался высоким культурным уровнем и развитым коммуникативным навыком, благодаря чему имел много друзей и знакомых, но в то же время окружающие отмечали, что Китаев, будучи в состоянии алкогольного опьянения, проявлял признаки антисоциальности и демонстрировал агрессивное поведение. В начале 1980-х Артур Китаев совершил несколько преступлений, сопряжённых с физическим насилием, за что был осуждён. Освободившись в середине 1980-х, он вернулся домой, где вскоре снова начал вести криминальный образ жизни, совершив несколько краж совместно со своим младшим братом. После ареста Артур снова был осуждён и получил в качестве наказания 9 лет лишения свободы, после чего был этапирован в одну из колоний общего режима. Отбыв в заключении несколько лет, Китаев был этапирован для отбытия дальнейшего наказания в колонию-поселение, где отбывал наказание с 1989 года. 10 августа 1990 года он совершил побег и сумел добраться до Перми к своим родителям, после чего отправился к своей знакомой, где в течение последующих нескольких месяцев проживал в её доме. В декабре 1990 года он перебрался в Смоленскую область. Оказавшись в Смоленской области, Артур явился в отделение милиции и заявил, что его обокрали, после чего предъявил военный билет отца, который проживал под другой фамилией. На основании этого документа ему вскоре выдали новый паспорт. Вскоре Китаев нашёл жильё в Кардымовском районе, где устроился водителем в автохозяйство совхоза «Каменский». В этот период в бытовой жизни Артур демонстрировал многие аспекты характера, которые были практически несопоставимы с профилем серийного убийцы, благодаря чему он сумел наладить доброжелательные отношения с окружавшими его земляками и сослуживцами и не подозревался в причастности к совершениям преступлений. Китаев положительно характеризовался на рабочем месте, выполнял задания и не привлекался к дисциплинарным взысканиям. В свободное от работы время Китаев занимался организацией в сельском клубе дискотек, подбирая музыкальный репертуар, сочинял стихи, пользовался популярностью у девушек и не был замечен в проявлении агрессивного поведения по отношению к ним.

### Убийства
Работая водителем, Китаев имел в своём полном распоряжении служебную машину ЗИЛ-133, на которой много разъезжал по области и хорошо изучил отдаленные сельские районы. Во время совершения всех шести убийств Китаев продемонстрировал выраженный ему образ действия. В качестве жертв он выбирал девушек и женщин молодого возраста, которые пытались добраться до различных мест автостопом. После того как Китаеву удавалось посадить жертву в свой автомобиль, он отвозил их в отдалённую от оживлённых мест лесистую местность, где совершал на них нападение, в ходе которых избивал и совершал изнасилование в естественной и извращённой формах. Удовлетворив свою похоть, Китаев убивал своих жертв посредством удушения.

### Арест, следствие и суд
В июле 1992 года Артур Китаев совершил нападение на свою последнюю жертву в районе села Творцы. Во время нападения 40-летняя жертва, сославшись на менструацию, предложила Китаеву сделать ему минет, на что он ответил согласием. Во время орального секса женщина укусила Китаева за половой член, нанеся ему травму, после чего ей удалось убежать. Потерпевшая обратилась в милицию, которая, получив ориентировку с приметами подозреваемого, в ходе поисковой операции выставила наряды милиции на дорогах, автобусных остановках, железнодорожных станциях и прочих общественных местах. Через некоторое время Китаев был задержан на железнодорожной станции. После проверки документов сотрудники уголовного розыска разыскали потерпевшую, которая в ходе визуального осмотра опознала его в качестве нападавшего. Для подтверждения своих показаний женщина потребовала, чтобы с Китаева сняли штаны и нижнее бельё. После обнаружения травмы со следами укуса на его половом органе Китаев был арестован, и ему были предъявлены обвинения. В феврале 1994 года Артур Китаев был приговорён к высшей мере наказания, которая по причине введения моратория на смертную казнь была впоследствии заменена на уголовное наказание в виде пожизненного лишения свободы.

### В заключении
В 2000-х годах Артур Китаев был этапирован для отбытия наказания в «Исправительную колонию № 6 Управления Федеральной службы исполнения наказаний по Республике Мордовия», более известную как «Торбеевский централ». Во время заключения он отрицательно характеризовался администрацией учреждения и неоднократно подвергался дисциплинарным взысканиям за нарушение режима содержания. В 2010 году при невыясненных обстоятельствах Китаев получил перелом позвоночника с травмой спинного мозга, благодаря чему из-за осложнений все последующие годы жизни испытывал проблемы с координацией движений, ходьбой и вынужден был передвигаться при помощи костылей. После инцидента Китаев и его адвокаты обратились в ряд правозащитных организаций, которые совместно с журналисткой Еленой Масюк посетили колонию и провели расследование, в ходе которого была получена информация, что травму Китаев получил после избиения охранниками учреждения в ходе очередного конфликта между ним и администрацией. В частности Китаев пояснил, что в период отбытия наказания в этой колонии его 5–6 раз избивали сотрудники учреждения во главе с майором Симаковым Сергеем Владимировичем. 19 августа 2010 года, согласно показаниям Артура, Симаков во время очередного избиения ударом дубинки повредил ему позвоночник. Китаев заявил, что до этого инцидента Симаков неоднократно помещал его в ШИЗО в одних трусах в зимнее время года, где он находился по 12 часов с открытым окном, а также помещал его в другую камеру ШИЗО, где Китаев содержался по 15 суток без матраса и подвергался систематическим избиениям. Также он заявил, что был свидетелем избиения Симаковым другого осуждённого по фамилии Колягин, после чего тот потерял способность самостоятельно передвигаться и приобрёл инвалидность 1-й группы. Помимо этого, Китаев утверждал, что после получения травмы, находясь под угрозами и психическим давлением сотрудников колонии, вынужденно написал заявление, согласно которому он по факту своей инвалидности ни к кому претензий не имеет.

### Смерть
В июле 2019 года Китаева поместили в двухместную камеру, вторым обитателем которой был 29-летний гражданин Таджикистана Дустмурод Ильёсов, отбывавший в колонии пожизненный срок за убийство четырёх человек и покушение на жизнь пятого, которые он совершил в 2013 году на территории рабочего посёлка Демянск. Из-за психологической несовместимости между Китаевым и Ильёсовым на протяжении двух последующих месяцев начали происходить конфликты. 13 сентября 2019 года между Ильёсовым и Артуром Китаевым внезапно возникла ссора из-за того, что Китаев высказал в грубой форме, используя нецензурную лексику, недовольство тем, что сокамерник непрерывно ходил по камере. Во время ссоры Дустмурод Ильёсов совершил нападение на Артура Китаева, в ходе которого нанёс ему 33 удара руками и ногами в места расположения жизненно важных органов. Китаев был доставлен в больницу, где ему была оказана помощь, но в последующие дни из-за осложнений полученных повреждений ему стало хуже, вследствие чего он скончался 29 сентября 2019 года. 5 марта 2020 года Торбеевским районным судом Ильёсов был признан виновным в совершении убийства Китаева и получил в качестве наказания дополнительные 14 лет лишения свободы к своему пожизненному сроку. На судебных заседаниях Ильёсов подтвердил официальную версию обвинению, заявив, что в течение 63 дней совместного проживания Артур Китаев постоянно подвергал критике его действия и делал в его адрес различные упрёки, тем самым провоцируя создание конфликтных ситуаций. Потерпевшим в деле об убийстве был признан младший брат Китаева — Константин, но он не явился на суд, предоставив только письменные показания, данные им во время предварительного следствия. В них Константин Китаев заявил, что после ареста и осуждения брата не поддерживал с ним никаких отношений.